# Société des films sonores Tobis
La société des films sonores Tobis, (en allemand Tobis-Tonbild-Syndikat) est une entreprise cinématographique allemande créée en 1927 à Berlin avec l'arrivée du cinéma parlant. Elle eut une filiale française établie à Paris sur l'Avenue des Champs-Élysées avec des studios installés à Épinay-sur-Seine. La société de production cinématographique allemande Tobis Tonbild-Syndikat AG fut absorbée en 1942 par la société de production et de distribution allemande Universum Film AG. 

## Histoire de la société
L'entreprise Tobis Tonbild Syndikat AG, était une grande société de production cinématographique allemande qui a existé en tant que société indépendante de 1927 à 1942 et a joué un rôle majeur dans la production cinématographique à l'époque nationale-socialiste. Il ne faut pas le confondre avec la société Tobis Film, fondée dans les années 1970, ainsi nommé parce que la carrière de son fondateur avait commencé chez Tobis Tonbild Syndikat. 
La société a été fondée le 12 mai 1927 en tant que filiale de la société de disques et de brevets Tri-Ergon-Musik-AG. Elle n'est devenue une société de cinéma sonore que le 30 août 1928, lorsque la Tri-Ergon-Musik-AG (Saint-Gall) a fusionné avec la HJ Küchenmeister-Kommanditgesellschaft (Berlin), la Deutsche Tonfilm AG (Hanovre) et la Messterton AG (Berlin) pour former la société des films sonores Tobis. Les studios de cinéma étaient installés dans la banlieue berlinoise à Berlin-Johannisthal. Le but de la fusion, comme indiqué dans le rapport du comité de travail, était de regrouper les différents brevets de sonorisation sous un même toit avec la fin du cinéma muet. L'intention derrière la lutte pour son propre brevet était de se débarrasser de la concurrence de la société américaine Warner Bros., qui utilisait un brevet de la Western Electric. 
Le 13 février 1929, à la suite d'un accord avec Klangfilm GmbH, la nouvelle société, qui s'appelait initialement "Tonbild-Syndikat AG ", a été renommé Tobis-Klangfilm.
La société Tobis ouvre une filiale en France à Paris au 44 avenue des Champs-Elysées sous l'appellation "Films sonores Tobis". Elle installe ses studios à Épinay-sur-Seine où, en 1930, seront tournées les prises de vues sonores du film L'Âge d'or de Luis Buñuel, et en 1935, celles de La Kermesse héroïque de Jacques Feyder avec l'actrice Françoise Rosay.
En 1933 Tobis était la seconde plus grande société de production cinématographique allemande après la Universum Film AG. Elle absorba cette année là la société autrichienne Sascha-Film qui fut renommée Tobis-Sascha-Film AG.  Avec la prise du pouvoir par le régime nazi, les sociétés de productions allemandes furent mises à contribution dans la propagande du IIIe Reich. Le favori de Goebbels, Helmut Schreiber, devint le réalisateur. Les brevets de films sonores détenus par la société mère Intertobis ont joué un rôle. La transformation de Tobis en une société sous directive du Reich, qui avait commencé en 1934 et s'est achevée en 1939, a représenté la première tentative - réussie - de Goebbels d'une prise de contrôle hostile d'une société cinématographique. La société Tobis de Berlin, qui, comme presque toutes les sociétés de production cinématographique allemandes, s'est retrouvée au fond d'une crise de rentabilité en 1936/1937, a été réorganisée. Après l'achat de la majorité des actions d'Intertobis par Cautio Treuhand GmbH, la production cinématographique a été transférée à Tobis Industrie GmbH (Tiges), qui a été rebaptisée « Tobis Filmkunst GmbH » le 27 novembre 1937. L'acteur Emil Jannings a été nommé président du conseil d'administration. Le responsable de la production à partir de 1939 fut le dramaturge Ewald von Demandowsky. 
En 1942, Tobis a été incorporé au groupe UFA et n'a conservé qu'une indépendance formelle. Selon l'American Jewish Committee, l'entreprise employait des travailleurs forcés sous le national-socialisme.
Après la fin de la Seconde Guerre mondiale, les installations de production de Tobis ont été intégrées au nouveau groupe UFA. Avec la disparition de ce groupe en 1962, l'histoire de Tobis a pris fin avec ses nombreuses filiales, notamment la Tobis-Cinéma-Film AG, fondée à Berlin le 6 avril 1933, qui louait et vendait des films Tobis à l'étranger.

## Sources
1. ↑  La société Tobis Tonbild Syndikat
2. ↑  Studios d'Épinay-sur-Seine
3. ↑  L'Âge d'or, sur le site du Centre Pompidou.
4. ↑  La filiale française de Tobis
5. ↑  historique de la société Tobis (en allemand)